# يعقوب بوهمه

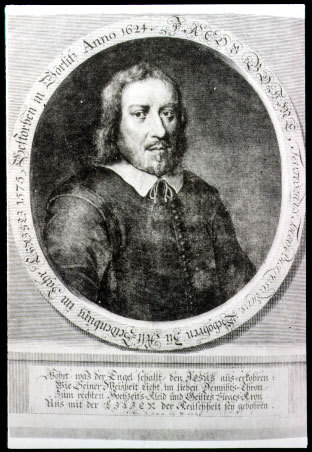
صورة محسنة للسيد يعقوب بوهمه

يعقوب بوهمه و أحيانا ''بوهم'' (بالإنجليزية Jakob Böhme ) فيلسوف ومتصوف ألماني كان له تأثير كبير على فريدريش هيجل الذي كان متصوفا في شبابه تستهويه فكرة الفناء في الله.

## حياته
كان السيد يعقوب بوهمه فيلسوفا عصاميا فقد كان يعمل إسكافيا ، و لم يخطر على بال أحد أن هذا الإسكافي الذي يظل منهمكا في ورشته الصغيرة بين الأحذية تشغل فكره مسائل الفلسفة و التصوف و اللاهوت حتى أصدر كتابا كان في البداية متداولا بين أصدقائه فقط و لكن عندما داع صيته تم الزج بصاحبه في السجن لما يحتويه من معتقدات صوفية تتنافى مع المسيحية فكان في ذلك كالفيلسوف الإيطالي جوردانو برونو المتأثر بالأفلاطونية المحدثة الذي أحرقته الكنيسة حيا بتهمة الهرطقة.

## فلسفته
كان السيد يعقوب بوهم متأثر بالأفلاطونية المحدثة التي تنزع إلى التصوف ، فاعتقد أن الإنسان تنزل من العالم العلوي الخير إلى العالم السفلي المليء بالمعاناة و أن الله يريد منه أن يعود إلى أصله في العالم العلوي و هذا الاعتقاد قريب من نظرية دائرة الإمكان عند الصوفية و التي يمكن أن نلخصها في أن كل الكائنات تأتي من الله و تعود إلى الله .

## روابط خارجية
- يعقوب بوهمه على موقع الموسوعة البريطانية (الإنجليزية)
- يعقوب بوهمه على موقع ميوزك برينز (الإنجليزية)
- يعقوب بوهمه على موقع إن إن دي بي (الإنجليزية)